# Copa del Rey de hockey patines 2023
La Copa del Rey de hockey patines 2023 fue la septuagésima novena edición de la Copa del Rey de este deporte. La sede única fue la ciudad de Calafell y los encuentros se disputaron en el Pavelló Municipal Joan Ortoll entre el 2 y el 5 de marzo de 2023.
La competición la jugaron los 8 mejores equipos de la OK Liga 2022-23 en la primera vuelta de la liga, siete catalanes y uno gallego, emparejados según el sorteo efectuado el 5 de febrero de 2023.
El campeón de esta edición fue el FC Barcelona, que consiguió su vigésimo quinto título de copa.

## Equipos participantes
- Club Esportiu Noia
- FC Barcelona
- Reus Deportiu
- Deportivo Liceo
- Club Patí Calafell
- Club Patí Voltregà
- Igualada Hoquei Club
- Club Hoquei Caldes

## Resultados
|  | Cuartos de final | Cuartos de final |               |                 | Semifinales | Semifinales |  |                 | Final      | Final      |  |
|  | 2-3 de marzo     | 2-3 de marzo     |               |                 | 4 de marzo  | 4 de marzo  |  |                 | 5 de marzo | 5 de marzo |  |
|  |                  |                  |               |                 |             |             |  |                 |            |            |  |
|  |                  |                  |               |                 |             |             |  |                 |            |            |  |
|  | Deportivo Liceo  | 7                |               |                 |             |             |  |                 |            |            |  |
|  | Deportivo Liceo  | 7                |               |                 |             |             |  |                 |            |            |  |
|  | CH Caldes        | 2                |               |                 |             |             |  |                 |            |            |  |
|  | CH Caldes        | 2                |               | Deportivo Liceo | 2           |             |  |                 |            |            |  |
|  |                  |                  |               | Deportivo Liceo | 2           |             |  |                 |            |            |  |
|  |                  |                  | CP Voltregà   | 1               |             |             |  |                 |            |            |  |
|  | CE Noia          | 2                | CP Voltregà   | 1               |             |             |  |                 |            |            |  |
|  | CE Noia          | 2                |               |                 |             |             |  |                 |            |            |  |
|  | CP Voltregà      | 3                |               |                 |             |             |  |                 |            |            |  |
|  | CP Voltregà      | 3                |               |                 |             |             |  | Deportivo Liceo | 2          |            |  |
|  |                  |                  |               |                 |             |             |  | Deportivo Liceo | 2          |            |  |
|  |                  |                  | FC Barcelona  | 4               |             |             |  |                 |            |            |  |
|  | FC Barcelona     | 5                | FC Barcelona  | 4               |             |             |  |                 |            |            |  |
|  | FC Barcelona     | 5                |               |                 |             |             |  |                 |            |            |  |
|  | Igualada HC      | 2                |               |                 |             |             |  |                 |            |            |  |
|  | Igualada HC      | 2                |               | FC Barcelona    | 1           |             |  |                 |            |            |  |
|  |                  |                  |               | FC Barcelona    | 1           |             |  |                 |            |            |  |
|  |                  |                  | Reus Deportiu | 0               |             |             |  |                 |            |            |  |
|  | Reus Deportiu    | 2                | Reus Deportiu | 0               |             |             |  |                 |            |            |  |
|  | Reus Deportiu    | 2                |               |                 |             |             |  |                 |            |            |  |
|  | CP Calafell      | 1                |               |                 |             |             |  |                 |            |            |  |
|  | CP Calafell      | 1                |               |                 |             |             |  |                 |            |            |  |
|  |                  |                  |               |                 |             |             |  |                 |            |            |  |

## Final
| Fecha                                              | Hora  | Partido         | Partido | Partido      |
| -------------------------------------------------- | ----- | --------------- | ------- | ------------ |
| 5 de marzo                                         | 12:30 | Deportivo Liceo | 2-4     | FC Barcelona |
| Pabellón: Pavelló Municipal Joan Ortoll (Calafell) |       |                 |         |              |